# Hughes D-2
Die Hughes D-2 war ein amerikanisches Jagd- und Bomberprojekt, das von Howard Hughes als Privatprojekt begonnen wurde. Es kam nie über die Flugerprobungsphase hinaus, war aber der Vorgänger der Hughes XF-11. Der einzige Prototyp der D-2 wurde in den Jahren 1942–1943 fertiggestellt.

## Design und Entwicklung
Im Jahr 1937 begann Howard Hughes mit der Konstruktion eines fortschrittlichen zweimotorigen Flugzeugs mit Doppelleitwerksträgern. Die frühe Entstehung der D-2 ist historisch unklar, da Hughes Aircraft und seine Unternehmensnachfolger nie Archive über die D-2 veröffentlicht haben. Hughes hatte gerade einen Geschwindigkeitsrekord bei einer Weltumrundung mit einer Lockheed 14 „Super Electra“ aufgestellt.
Der Flugzeughistoriker René Francillon spekuliert, dass Hughes das Projekt wahrscheinlich für einen weiteren Weltumrundungsrekordversuch geplant hat, aber der Ausbruch des Zweiten Weltkriegs schloss einen Großteil des Luftraums der Welt und machte es ebenso schwierig, Flugzeugteile ohne staatliche Genehmigung zu kaufen, weshalb er beschloss, das Flugzeug stattdessen an das US-Militär zu verkaufen, sobald es fertig wäre. Der erste dokumentarische Beweis für das Projekt ist ein Brief von Hughes vom Dezember 1939 an das United States Army Air Corps (USAAC), in dem er die Beschaffung der D-2 vorschlägt und sie als „Verfolgungsflugzeug“ beschreibt. Der Entwurf ähnelte der Lockheed P-38 Lightning der USAAC, welche den damaligen Konstruktionswettbewerb für Abfangjäger gewann.
Hughes sagte später vor dem US-Senat aus, dass Lockheed seinen Entwurf gestohlen habe, obwohl dies von vielen widerlegt wurde. Anstatt das Projekt aufzugeben, wie er später in der Senatsuntersuchung von 1947 berichtete, Zitat: „entschloss er sich, von Grund auf und mit seinem eigenen Geld ein völlig neues Flugzeug zu entwerfen und zu bauen, das in seiner Leistung so sensationell sein würde.“ dass die Armee es akzeptieren müsste.
Der größte Teil der Flugzeugzelle der „DX-2“ bestand aus Duramold-Sperrholz, einem kunststoffgebundenen Sperrholz, das unter Hitze und hohem Druck geformt wurde. Dieses Material war aus aerodynamischer Sicht und unter dem Gesichtspunkt der Metallknappheit vorteilhaft, war jedoch schwierig zu verarbeiten und wurde von der USAAC als nicht ausreichend robust abgelehnt. Ursprünglich sollte das Flugzeug mit einem Spornrad ausgestattet werden, doch das Fahrwerk wurde später auf ein Dreibeinfahrwerk geändert, bei dem die Hauptfahrwerkseinheiten nach hinten in die Doppelausleger und das Bugrad nach hinten eingefahren und um 90 Grad gedreht wurde, um mittig und flach im Rumpf Platz zu finden.
Bei den Triebwerken sollten zwei experimentelle, flüssigkeitsgekühlte Wright R-2160 Tornado mit 42 Zylindern, zum Einsatz kommen. Die D-2 wurde im Geheimen bei Hughes Aircraft gebaut in Culver City Kalifornien, wobei sein langjähriger Mitarbeiter Glenn Odekirk technische Expertise lieferte. Die Geheimhaltung verärgerte die USAAC-Offiziere noch mehr, insbesondere als Hughes dem Materiel Command den Zugang zur Anlage verweigerte, als diese den Prototyp besichtigen wollte. Die USAAC hatte Informationen über den Fortschritt des Projekts angefordert, schloss jedoch erst 1944 einen formellen Vertrag ab. Die Endmontage und Flugtests fanden in der Hughes Harper Dry Lake-Anlage in der Mojave-Wüste statt. Die fertige D-2 sah aus wie eine vergrößerte P-38 Lightning, versprach aber auf dem Papier eine bessere Leistung. Die USAAC verglich es wiederholt mit der Lockheed XP-58 Chain Lightning. [ Zitat erforderlich ]

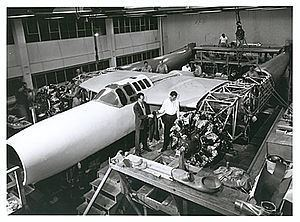
Foto der im Bau befindlichen D-2

Schwierigkeiten bei der Beschaffung der Wright Tornado-Triebwerke führten dazu, dass letztendlich die bewährten R-2800 von Pratt & Whitney eingesetzt wurden.
Dem Projekt wurden zahlreiche Bezeichnungen gegeben, darunter D-2, DX-2, DX-2A, D-3, D-5, XA-37 und XP-73. Die Namen spiegelten Entwicklungsschwierigkeiten, eine Verlagerung des Missionsschwerpunkts und die Unsicherheit der USAAC über den Einsatz des Flugzeugs wider, dem sowohl die Manövrierfähigkeit eines Jägers als auch die Nutzlastkapazität eines Bombers oder Kampfflugzeugs beschieden war. Im Juni 1942 hieß es in einem der USAAF:
„Hughes-Modell DX-2A. Wurde als Konvoi-Beschützer, Konvoi-Zerstörer, Verfolgungsflugzeug, Jäger und leichter Bombardierungstyp eingereicht. Die längste Lebensdauer hatte er als Konvoi-Beschützer, aber die neueste Spezifikation, die in den Verhandlungen verwendet wird, fordert.“
Wenn das vorliegende Flugzeug als Militärwaffe fertiggestellt wird, wird es im Wesentlichen die gleiche Bewaffnung haben wie die XP-58. Sein einziger Anspruch, ein Bomber zu sein, besteht darin, dass es mit Bombenschachtklappen ausgestattet ist. „Da es in seiner kommerziellen Form erworben werden soll … Aus Gründen der Vertragsverwaltung wird es als ratsam erachtet, es XP-73 zu nennen“.

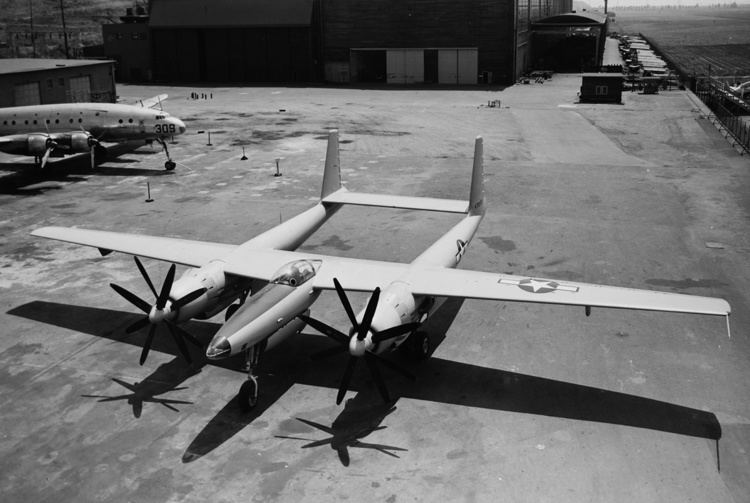
Der Nachfolger der D-2, die Hughes XF-11

Die XP-73 war somit eine vorübergehende Bezeichnung für die D-2, nachdem das Material Command in Wright Field die Genehmigung zum Kauf „eines Hughes DX-2-Flugzeugs in der gegenwärtigen kommerziellen Form als Prototyp …“ erhalten hatte. Innerhalb von drei Tagen, wurde die D-2 aus Vertragszwecken in XA-37 umbenannt. Die Ingenieure des Materiel Command lehnten das Flugzeug jedoch vehement ab, teils weil es aus Holz statt aus Aluminium gebaut war, und teils weil sie glaubten, dass Howard Hughes nicht über die betriebswirtschaftlichen und industriellen Fähigkeiten verfügte, das Flugzeug tatsächlich herzustellen.
Keine der oben genannten USAAF-Bezeichnungen galt somit für ein tatsächlich existierendes Flugzeug; letztlich wurden nur zwei XF-11-Prototypen und ein Mock-up ausgeliefert.
Aufgrund des hohen politischen und öffentlichen Profils von Hughes war das Programm äußerst umstritten. Im Juli 1942 ersuchte Präsident Franklin D. Roosevelt den Chef der USAAF, General Henry „Hap“ Arnold, um Informationen und Baufortschritt bezüglich des Flugzeugs. Im August und September 1943 wiederum, besprachen der Präsident und des Mitarbeiter des Weißen Hauses, Hughes‘ Fortschritte mit Arnold, der daraufhin den Auftrag zum Kauf von 100 F-11-Derivaten erteilte.

## Geschichte

### Testflüge

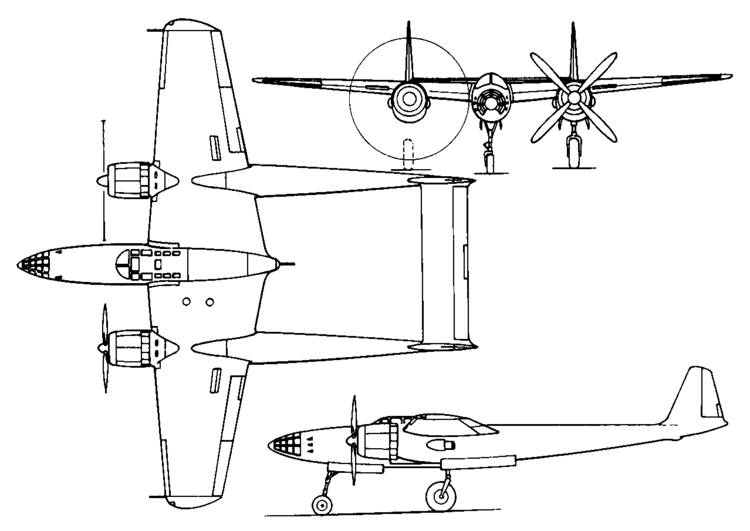
Hughes D-2, 3-Seiten-Ansicht

Nachdem die D-2 1942 flugbereit gemacht worden war, übernahm Hughes selbst das Flugtestprogramm. Doch schon nach wenigen kurzen Flügen war klar, dass hohe Kontrollkräfte am Steuerknüppel ein Problem darstellten. Als im Frühjahr 1943 schließlich vollständige Flugtests durchgeführt wurden, waren noch keine Änderungen vorgenommen worden, um dieses Problem zu beheben. Hughes kam widerwillig zu dem Schluss, dass die D-2 größere Modifikationen benötigte, einschließlich einer kompletten Neukonstruktion der Flügel und einer Änderung des Tragflächenprofils. Der Flügelmittelteil, der sich durch die Rumpfgondel erstreckte, sollte überarbeitet werden, um den geplanten Bombenschacht vergrößern zu können. Nach diesen Änderungen sollte das Flugzeug die Firmenbezeichnung D-5 erhalten. Nach nur wenigen Testflügen wurde das einzige Flugzeug und dessen Entwicklung aufgegeben und stattdessen die Weiterentwicklung der nachfolgenden XF-11 in Culver City fortgesetzt.

### Nachwirkungen
Im August 1943 leitete Oberst Elliott Roosevelt, der Sohn des Präsidenten und damalige Kommandeur des Northwest African Photographic Reconnaissance Wing, ein angesehenes Team das mit der Bewertung mehrerer amerikanischer Aufklärungsflugzeugprojekte beauftragt war. Er wurde von Howard Hughes und seinen Mitarbeitern großzügig unterhalten und überreichte Arnold am 20. August eine begeisterte Empfehlung der D-2 mit fotografischen Aufklärungsmodifikationen. [ Zitat erforderlich ] Roosevelt erklärte, dass die Lieferung einer kleinen Anzahl dieser Flugzeuge den Krieg innerhalb von sechs Monaten gewinnen würde. [ Zitat benötigt ] Es war diese Empfehlung, die Elliott seinem Vater, dem Präsidenten, mitteilte, die General Arnold dazu veranlasste, das Flugzeug mündlich zu bestellen und damit wiederholte Einwände des Materiel Command außer Kraft zu setzen. Am 11. Oktober 1943 wurde eine Absichtserklärung über 100 F-11 im Wert von 48.500.000 US-Dollar unterzeichnet. [ Zitat erforderlich ]
Der D-2-Prototyp, der nie gut flog, wurde am 11. November 1944 bei einem ungeklärten Brand am Harper Dry Lake zerstört. Das Flugzeug war zum Mittelpunkt eines Streits zwischen der USAAC und Hughes geworden, der vom Militär die Bezahlung der Entwicklungskosten verlangte. Die USAAF weigerte sich und bestand anschließend auf einer Inspektion des Flugzeugs. Nach dem Brand wurde jedoch eine Kostenteilung im Verhältnis 50:50 vereinbart.
Mitte 1944 schloss Hughes den Vertrag zur Entwicklung des Hochgeschwindigkeits-Derivats XF-11 für große Höhen ab. Das gesamte Projekt wurde 1947 vom Kriegsuntersuchungsausschuss des Senats eingehend untersucht. Dies führte zu den dramatischen, vielbeachteten Hughes-Roosevelt-Anhörungen im August und November desselben Jahres.

## Varianten
D-2
Ein Prototyp fertiggestellt. Andere Bezeichnungen sind DX-2 , DX-2A und D-3
D-5
Bezeichnung der einzig gebauten D-2 nach umfangreichen Modifikationen. Das Flugzeug wurde zerstört, bevor die Modifikationen abgeschlossen waren.
XP-73
Vorübergehende Bezeichnung in Verträgen.
XA-37
Vorübergehende Bezeichnung in Verträgen.

### Vorgeschlagene Varianten ohne Bezeichnungen
Die folgenden Produktionsvarianten der D-5 wurden von Hughes vorgeschlagen:
- Zweisitziges Aufklärungsflugzeug
- Dreisitziger leichter Bomber
- Zweisitziger Begleitjäger

## Spezifikationen
Daten von McDonnell Douglas Aircraft seit 1920: Band II
Allgemeine Charakteristiken
- Besatzung: ein Pilot, zwei Besatzungsmitglieder (in der Bomberversion)
- Länge: 57 Fuß 10 Zoll (17,6 m)
- Spannweite: 60 Fuß 0 Zoll (18,29 m)
- Höhe: 27 Fuß 4 Zoll (8,3 m)
- Flügelfläche: 616 Quadratfuß (57,23 m²)
- Bruttogewicht: 31.672 lb (14.366 kg)
- Triebwerk: 2 × Pratt & Whitney R-2800 -49, jeweils 2.000 PS (1.500 kW).

Leistung
- Höchstgeschwindigkeit: 433 mph (697 km/h, 376 kn) auf 25.000 ft (7.620 m)
- Reisegeschwindigkeit: 274 mph (441 km/h, 238 kn)
- Reichweite: 1.000 Meilen (1.610 km, 870 Seemeilen)
- Diensthöhe: 36.000 Fuß (10.975 m)
- Steiggeschwindigkeit: 2.620 ft/min (13 m/s)

## Notizen
1. ↑  Francillon stellt fest, dass die D-2 und die P-38 beide der einflussreichen Fokker GI ähneln, die erstmals 1936 ausgestellt wurde, bevor eines der beiden Flugzeuge entworfen wurde. (s. Francillon 1990 , S. 53.)